# Kasaï-Central
Koordinaten: 5° 54′ S, 22° 30′ O
Kasaï-Central ist eine Provinz in der Demokratischen Republik Kongo. Die Hauptstadt der Provinz ist die Großstadt Kananga.

## Geographie
Die Provinz liegt im südlichen Zentrum des Landes und grenzt im Nordosten an Sankuru, im Osten an Kasaï-Oriental und Lomami, im Süden an Lualaba, im Südwesten an Angola und im Westen an Kasaï.

### Verwaltungsgliederung
Die Provinz unterteilt sich in die fünf Territorien Demba, Dibaya, Dimbelenge, Kazumba, Luiza sowie die Stadt Kananga.

## Geschichte
Das Gebiet der heutigen Provinz Kasaï-Central, auch „Lulua“ genannt, gehörte seit der Unabhängigkeit der DR Kongo zu verschiedenen Provinzen. Bis 1962 war es, zusammen mit dem heutigen Kasaï, Kasaï-Oriental, Lomami und Sankuru Teil einer größeren Provinz, die den Namen „Kasaï“ trug, von 1962 bis 1966 war es Teil von Luluabourg und ab 1966 gehörte es zu Kasai-Occidental.
Eine 2005 beschlossene Verwaltungsreform sah vor, dem Distrikt Lulua den Provinzstatus zu erteilen. Sie wurde jedoch nicht umgesetzt und im Januar 2011 durch eine Verfassungsänderung von Präsident Joseph Kabila abgesagt. Allerdings wurde die Neugliederung 2015 doch umgesetzt und Kasaï-Occidental wurde in zwei neue Provinzen aufgeteilt: Kasaï und Kasaï-Central.
Der Hohe Kommissar der Vereinten Nationen für Menschenrechte (UNHCHR) berichtete am 19. April 2017, dass Ermittler des United Nations Joint Human Rights Office (UNJHRO) und der UN Police (UNPOL), im Rahmen einer Untersuchungsmission zwischen dem 5. und 7. April mindestens 17 weitere Massengräber in der Provinz Kasaï-Central gefunden haben. Seit August 2016 wurden insgesamt 40 Massengräber in der Provinz Kasaï-Central und der Provinz Kasaï-Oriental durch die UNHCHR bestätigt.